# マイマイ新子と千年の魔法
『マイマイ新子と千年の魔法』（マイマイしんことせんねんのまほう）は、片渕須直監督、マッドハウス制作によるアニメーション映画。髙樹のぶ子の自伝的小説『マイマイ新子』を原作とする。昭和30年代の山口県防府市を舞台に、お転婆で空想好きな少女の新子と、東京から来た転校生の貴伊子との友情を描く。文部科学省特別選定（対象：少年向き）、文部科学省選定（対象：青年向き、成人向き、家庭向き）。興行収入は6400万円を記録している。

## 概要
本作品は、30数館という小規模で公開され宣伝もほとんど行われなかったため、興行的には振るわなかったが、感動した観客からの熱心な活動が行われた。この作品の高い評判が、片渕監督の次回作『この世界の片隅に』につながることになった。（#『マイマイ新子と千年の魔法』から『この世界の片隅に』へも参照）
原作は、著者の少女時代を小説の中で見事に再現したが、アニメ化によって、舞台となった昭和30年の山口県防府の風景が圧倒的に美しい映像で描かれた。
公開当初、本作の観客動員数は低迷し、劇場公開は4週間で終了した。監督の片渕須直がのちに分析したところによれば、大きな問題は2点あったという。ひとつめは、広告宣伝の方向が「親子向け」を指向し、アニメファン向きではなかったこと。そしてふたつめは、一般的な社会人が鑑賞しやすい夕方以降の上映時間を組んだ映画館が少なかったことだった。だが作品の質の高さから熱心なファンを獲得し、上映継続を求めるインターネット署名運動が行われる等の動きを呼んだ。これらの動きに呼応して、いくつかの映画館が上映継続に名乗りを上げ、2年間に及ぶロングランに結びついた。
また、山口県防府市では、まさに映画の舞台となった国衙の中心地で野外上映を行ったり、松崎小学校や佐波神社など映画の舞台となった実在の場所を探訪する「マイマイ新子探検隊」が何度にもわたって行われている。地元との良好な関係性についても特筆される。
当初、海外でのDVDリリースはされなかったが、海外のファンからのキックスターターでの熱いラブコールに応えて英語版DVDの製作販売が企画されている。（#英語版DVDの経緯も参照）

## 履歴
- 2007年11月、フランス・リール市における片渕の回顧展上映で題名未紹介のままメイキング映像が上映[5]。
- 2008年、東京国際アニメフェアで制作を公表。
- 2009年5月21日、舞台となった山口県防府市のワーナー・マイカル・シネマズ防府（現・イオンシネマ防府）で、特別先行試写会が開催された。
- 8月15日、ロカルノ国際映画祭でワールドプレミアを兼ねた公式上映。並行して行われた特集「マンガインパクト」とは別に、最新の映画トレンドを紹介するIci et Ailleurs部門において[6][7]。
- 9月2日、エンディング主題歌の入った完全版が完成。
- 10月、オタワ国際アニメーションフェスティバルのコンペティションノミネート長編部門に入選[8]。
- 11月21日、国内一般公開。
- 12月19日、東京杉並のラピュタ阿佐ヶ谷で8日間連続のレイトショー上映が開始。この8日間全てが補助席まで出す満席状況となった上、整理券をもらえず観賞できない観客が連日数十人単位で発生[9]。

- 2010年1月9日より3週間のアンコール上映が行われる。さらにエクストラアンコール上映という形で2月12日まで2週間延長された。

- 2010年1月30日からは大阪･九条シネ・ヌーヴォでレイトショーが開始。

- 2010年4月18日 - MAG・ネット第3回にて紹介。
- 2010年4月23日 - DVD発売が正式に告知される。
- 2010年7月 -カナダのモントリオールでのファンタジア映画祭でベストアニメ賞（Best Animated Feature Film award）を受賞。
- 2010年10月23日 - 第23回東京国際映画祭のみなと上映会で上映。
- 2010年12月8日 -第14回文化庁メディア芸術祭アニメーション部門優秀賞受賞が発表される。
- 2012年2月　キックスターターで英語版DVD製作資金の資金集めが始まり、30日で1000万円を集める（後述）。
- 2017年1月 - 「この世界の片隅に」のヒットから再び注目され、8日の新宿ピカデリーを皮切りに全国でリバイバル上映が始まる。デジタルシネマ版も作成され、20日に同劇場で初公開。
- 2019年7月9日 - 日本テレビの「映画天国」にて地上波初放送（関東ローカル）[10][11]。

## あらすじ
昭和30年の山口県防府市。青木新子は祖父の小太郎から、千年前の都の話を聞かされる。平安の時代、この地は「周防の国」と呼ばれ、国衙遺跡や当時の地名をいまでもとどめている。広がる麦畑の下には千年前の街がある。新子はそこに住む自分と同じ年頃のお姫様・諾子を想像する。物語は新子と諾子の時代を行き来しながら進む。
新子は東京から転校してきた島津貴伊子と仲良くなる。新子と貴伊子はシゲルたちと桑畑の水路をせきとめ、大きなダム池を作って遊ぶがそこへ1匹の金魚があらわれる。新子たちは金魚に「ひづる」と名付けて飼い始める。保健室のひづる先生が結婚すると聞いた新子たちは金魚のひづるに花やビー玉を飾って祝うが、翌日ひづるは死んでいた。新子はひづるを都跡の記念碑の裏に葬り、千年の魔法で帰ってきてくれるよう願う。新子たちは金魚を探すが見つからず、あきらめかけたところをタツヨシに鼓舞される。だがその日の夕方、タツヨシの父親が借金苦で首つり自殺したとの知らせが入る。新子は米をつめた一升瓶を背負って家を出るとタツヨシを誘い、父親を自殺に追い込んだバー･カリフォルニアに仇討ちに行く。だがタツヨシは泣き崩れるバーの女に手が出せず、生前父親と仲良くできなかったことを悔やみ、新子と店を飛び出す。タツヨシと別れた新子は用水路に金魚を見つけ、貴伊子を連れてきて、夜道で金魚を眺める。翌日ひづる先生は退職。冬の終わり、新子の祖父も亡くなる。春、新子一家は父親の勤務先の街に引っ越すことになり、貴伊子たちに見送られて旅立つ。

## 登場人物
青木新子
声 - 福田麻由子
防府市国衙の農村に生まれ育ったお転婆な少女。3年3組。右の額にマイマイ（つむじ）があり前髪が逆立っている。何か心動くときはマイマイがむずむずザワめく。
島津貴伊子
声 - 水沢奈子
東京から転校してきた少女。内気でおとなしい。父親は工場医で、母親は亡くなっている。新子と同じクラスになるが、外国製の香水や色鉛筆などが原因で周囲から浮いていた。家までつけてきた新子と友人になる。
清少納言・清原諾子（なぎこ）
声 - 森迫永依
新子が想像する千年前の都の8歳の少女。父親とともに京の都から周防の国にやってきた。遊び相手になる同い年の女の子が亡くなっており、退屈していた。屋敷で働く少女と友達になろうとする。
青木長子
声 - 本上まなみ
新子の母。19歳で結婚して20歳で新子を生んだ。こどもっぽいところがある。
青木光子
声 - 松元環季
新子の妹。5歳。
青木小太郎
声 - 野田圭一
新子の祖父。元学校教師で、新子に直角に曲がる川を千年前の都の街道の名残と教える。また新子に藤蔓で小川の上にハンモックを作ってやる。喘息持ち。元はあたり一帯の土地を所有する大地主だったが、戦後の農地改革で土地を失った。
青木東介
声 - 竹本英史
新子の父。山口大学に勤務。めったに家に帰ってこない。
青木初江
声 - 世弥きくよ
新子の祖母。おっとりした性格。
鈴木タツヨシ
声 - 江上晶真
5年生。よく授業をさぼっている。父親は警察官でいつも父の木刀を持ち歩いている。無口でおとなしいが、ミツルに誘われてダム湖作りに参加する。父親が自殺したあと、新子とバーに押しかける。翌朝母方の親戚のいる大阪に引っ越す。
シゲル
声 - 中嶋和也
新子のクラスメイト。いつも鼻水をたらし、垢じみた不潔な男子。飼っている亀を紐に結んで腰からぶらさげている。
ヒトシ
声 - 川上聡生
3年5組。シゲルと桑畑でダム遊びをする。
ミツル
声 - 西原信裕
6年生。やんちゃで年下のシゲルたちとも遊ぶ。
一平
声 - 冨澤風斗
新子のクラスメイト。メガネの少年。映画館の息子で新子たちから10円ずつとってこっそり映画をみせてやる。
タツヨシの父
声 - 瀬戸口郁
警察官。長身で無口。バーの女やヤクザに騙されて多額の借金を背負い、警察署で首つり自殺した。
バー･カリフォルニアの女
声 - 喜多村静枝
港町の歓楽街にある「バー･カリフォルニア」のホステス。髪を金髪に染めている。妖艶な美女だが、タツヨシの父が死んだことを聞くと驚き号泣した。
オヤブン
声 - 関貴昭
バー・カリフォルニアの用心棒をつとめるヤクザ。仇討ちに押しかけてきた新子とタツヨシにサイダーを出し、タツヨシの父の思い出を語る。
ひづる先生
声 - 脇田美代（山口放送）
保健室の先生。新子に千年前の少女の名は清少納言の本名とされる「諾子」ではないかと教える。大学時代の知り合いとの結婚を機に退職し、東京に行った。既婚者との恋に破れ、やけくそで結婚したと噂される。
庶務課の藤原
声 - 阿川雅夫（防府市役所）
島津親子を駅に迎えに来た男。
千古（ちふる）
声 - 奥田風花
諾子の屋敷で下働きをしている少女。無表情で笑顔を見せない。竪穴建物のような家に母親と妹二人と住み、貧しい生活をしている。
四郎
声 - 海鋒拓也
地元の豪族の息子で諾子の元で働く少年。諾子を千古の家に案内する。
多々良権周防介
声 - 小山剛志
清原氏を迎えた周防の豪族。たたら製鉄の一族。
清原元輔
声 - 塚田正昭
平安時代の貴族で諾子の父。周防守に任ぜられ、船で周防国の都に移り住む。

## キャスト
2008年8月24日、周南市のKRY山口放送本社で声優を選ぶオーディションを実施し、川上聡生（10歳）、奥田風花（13歳）が地元から応募した376名の中から選ばれている。

## スタッフ
- 原作：髙樹のぶ子（「マイマイ新子」マガジンハウス・新潮文庫刊）
- 監督・脚本：片渕須直
- キャラクターデザイン・総作画監督：辻繁人
- 演出：香月邦夫、室井ふみえ
- 画面構成：浦谷千恵
- 作画監督：浦谷千恵、尾崎和孝、藤田しげる
- メインアニメーター：川口博史、今村大樹
- 美術監督：上原伸一
- 美術：桐山成代、今野明美、野崎佳津、岡田昌子
- 色彩設計：橋本賢
- 撮影監督：増元由紀大
- CGディレクター：矢山健太郎
- 編集：木村佳史子
- 音楽：村井秀清、Minako "mooki" Obata[19]
- 音楽プロデューサー：岡田こずえ
- 主題歌：「こどものせかい」コトリンゴ（commmons）
- 挿入歌：「Sing」（作詞・作曲：Joe Raposo（英語版）、編曲：村井秀清、歌：杉並児童合唱団）
- 山口弁監修：森川信夫
- 山口弁指導：久野道子
- 翻訳協力：兼光ダニエル真
- 草笛演奏：河津哲也
- 後援：山口県／防府市／山口県教育委員会
- 協力：山口県フィルム・コミッション
- 支援：文化庁
- エグゼクティブプロデューサー：丸田順悟
- チーフプロデューサー：高谷与志人
- プロデューサー：岩瀬智彦、市井美帆、松尾亮一郎
- 共同プロデューサー：二方由紀子、赤瀬洋司
- アニメーション制作：マッドハウス
- 宣伝：ライトスタッフ&ブースタープロジェクト
- 製作：「マイマイ新子」製作委員会（エイベックス・エンタテインメント、松竹、マッドハウス、山口放送）
- 配給：松竹

## 受賞
- 2010年2月：『第20回シネ･ジュニア国際映画祭』（フランス）の長編コンペティション部門で観客賞「レ・プリ・デ・クラス・ジュリー」のひとつ、ヴィトリー市ポール・エリュアール中学校Mマティオッコ賞を受賞。
- 同月：『第29回ブリュッセル・アニメーション映画祭』（ベルギー）長編コンペティション部門で、大人向け最優秀観客賞。BETVが選ぶ作品賞（TV局BETVが来年の映画祭時に、TV放映する為の賞）を受賞。
- 2010年7月：モントリオールのファンタジア映画祭で最優秀長編アニメーション賞を受賞。
- 2010年12月：平成22年度（第14回）文化庁メディア芸術祭アニメーション部門優秀賞を受賞[20]。

## 関連商品

### DVD、Blu-ray
- 【DVD】『マイマイ新子と千年の魔法』（発売・販売元：エイベックス・エンタテインメント、2010年7月23日）[21]
- 【Blu-ray】『マイマイ新子と千年の魔法』（発売・販売元：エイベックス・ピクチャーズ、2016年10月28日）[22]

### CD
- 主題歌「こどものせかい」：コトリンゴの3rdアルバムCD『trick & tweet』にボーナストラックとして収録（発売：エイベックス・マーケティング、2009年9月16日）[23]。
- 劇場アニメ「マイマイ新子と千年の魔法」オリジナルサウンドトラック（音楽：村井秀清、Minako "mooki" Obata、発売：CRESCENT STUDIO、2009年11月5日）[19]。

### 書籍
- 『メイキングオブマイマイ新子と千年の魔法』（構成・執筆：廣田恵介、出版社：一迅社、2011年3月11日）[24]、ISBN 978-4-7580-1214-0

## 英語版DVDの経緯
日本の文化的要素が強く、アクションやファンタジーに欠けるため、海外での商業的な成功は難しいと思われ、当初この作品は英語圏でのリリースはされなかった。しかし海外でのアニメ祭で受賞して、作品に感動した熱心な海外のファンも多いため、2012年の2月に英国のグラスゴーの会社 All the Animeが、英語版DVD・ブルーレイ製作にかかる3万ドル（約240万円）を集めるため「キックスターター」運動を開始したところ、わずか24時間以内に英語字幕版に必要な3万ドルを達成、5日後に英語吹き替え版に必要な6万ドルを達成、さらにその後30日間で当初の目標をはるかに超える、10万7千ドルが集まった。過剰の予算はDVDのボーナス特典の製作に使用される予定。賛同者の合計は1891人で55ドルから75ドル支援した人が最も多かった。2014年11月のリリースを目標に製作されている。

## 『マイマイ新子と千年の魔法』から『この世界の片隅に』へ
主人公・新子の母親の長子は29歳。舞台は、昭和30年代の山口県防府市。片渕監督は、そこからわずか10年遡れば、戦争中で、長子は子供（新子）を身ごもる中で大変であっただろうと考えていた。その頃、映画の資料で協力してもらった防府市の関係者とイベントで一緒になった際、その人が持っていた『夕凪の街 桜の国』のクリアファイルがきっかけで、こうの史代の『この世界の片隅に』を知ることとなった。
舞台は広島。山口から地続きの隣の県で10年しか差がなく、長子とすずは一歳違いでキャラも似ている。読み始めて、すぐに引き込まれ、生活のディテールを表現する点など自身と同じ作品への姿勢に共通するところを感じ、アニメ化を決意する。企画は、細田守の才能を見出し『時をかける少女』のアニメ化を細田に持ちかけて実現させ、渡辺信一郎の『坂道のアポロン』や、今敏の劇場作品をいくつも手がけた、丸山正雄が両作品とも務めた。
当初、丸山は本作のテレビアニメ化を考えていたが、2010年10月に舞台となった防府市で『マイマイ新子と千年の魔法』の野外上映会が開催され、地元だけでなく全国から1,000人あまりの人が集まった。まるで「村祭り」のようにスクリーンに集った熱心な人たちを見て、丸山はテレビアニメよりもハードルのずっと高い劇場アニメ化の企画を決断した。そして、版権元の双葉社に映像化の許可を求めて連絡するが、既にテレビドラマ化の決定が下されていた。しかし、双葉社の担当は『マイマイ新子と千年の魔法』の監督であると知ると、それならばと、ドラマ化とは分けて考えることにして、アニメ化については「是非」こちらへ預けたい、と社内を調整してくれたという。
丸山は映画制作を成立させるべく多くの会社と交渉をしていったが、遅々として進まなかった。困った丸山は、2013年1月頃、多くのアニメ作品を手がける真木太郎に参加を依頼し、真木は前作『マイマイ新子と千年の魔法』のDVDを観た。驚愕し尋常でない感動をした真木は、苦労を背負い込むことになってもプロデューサーを引き受ける、と決意を固めたという。
しかし、配給の打診は進展せず、真木はクラウドファンディングを試みることになった。このアニメはファンタジー、魔法、ロボットのようなアニメらしい特徴がないが、ファンとなった人たちは、片渕監督を押し上げたいという匂いを感じてくれ、クラウドファンディングで支援してくれたという。クラウドファンディングは目標を大きく上回り、ほぼ倍の3900万円を記録し、東京テアトルを配給会社とする製作委員会を組織でき、映画『この世界の片隅に』は、ついに公開へ向けて進むことができるようになった。

### リバイバル上映
『この世界の片隅に』は、ミニシアター系で公開された映画としては異例の大ヒットを果たした。新宿地区においても、配給元の東京テアトルの直営館であるテアトル新宿に続き、かつて『マイマイ新子と千年の魔法』のロードショーの旗艦館であった新宿ピカデリーでの拡大上映が2016年12月24日より開始された。この日の舞台挨拶に立った片渕須直監督と真木太郎プロデューサーより、片渕監督の前作である『マイマイ新子と千年の魔法』の7年ぶりのリバイバル上映を新宿ピカデリーで行うことが発表された。『マイマイ新子と千年の魔法』と『この世界の片隅に』を続けて見ることができるという企画であった。
2017年1月8日、『マイマイ新子と千年の魔法』のリバイバル上映が新宿ピカデリーのシアター6（232席）にて行われた。舞台挨拶に立った片渕は、わずか1時間半でチケットが完売したという大反響を受け、デジタル映写機用のDCPマスターを松竹が新規に制作したことと、それを使用したリバイバル上映を再び行うことが決定したことを発表した。それまでミニシアターなどで行われてきたリバイバル上映ではフィルムが、またこの日のリバイバル上映ではブルーレイが使用されており、7年前に上映が終了した映画の上映用マスターが新規に制作されることは極めて異例であるという。
1月20日、DCPマスターのお披露目となるリバイバル上映が、新宿ピカデリーの最大スクリーンであるシアター1（580席）にて行われた。DCPマスターでの上映は各地の映画館で予定されているという。